# Stowarzyszenie Absolwentów Uniwersytetu im. Adama Mickiewicza w Poznaniu

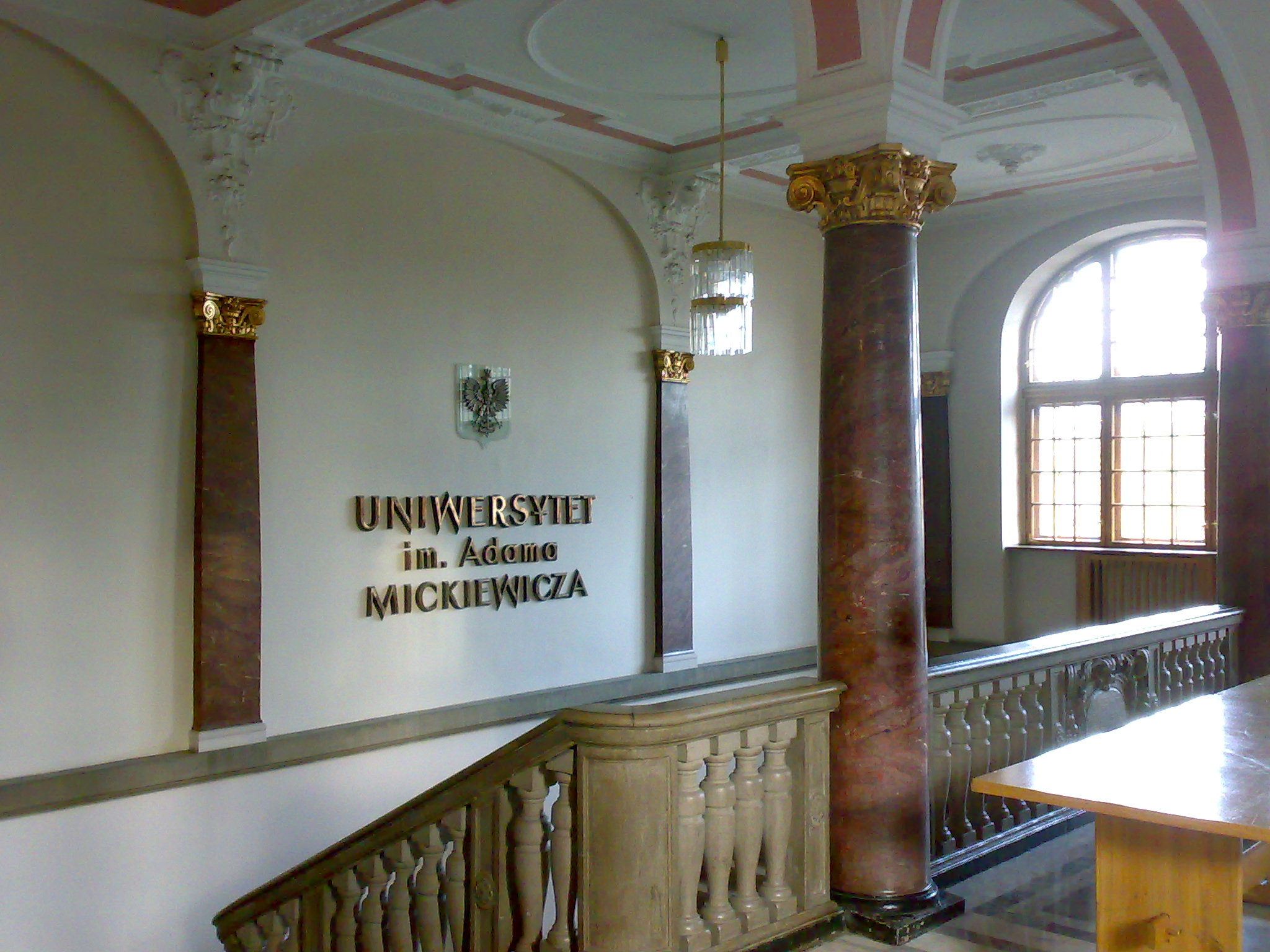
Hol Collegium Minus, w którym siedzibę ma SAUAM

Stowarzyszenie Absolwentów Uniwersytetu im. Adama Mickiewicza w Poznaniu (w skrócie: SAUAM) – stowarzyszenie z siedzibą w Poznaniu, integrujące środowiska alumnatu Uniwersytetu im. Adama Mickiewicza. Do VI Zjazdu członków (8 maja 2010) nosiło nazwę Stowarzyszenie Absolwentów Uniwersytetu w Poznaniu (SAUP).

## Historia
Pomysł powołania stowarzyszenia powstał podczas obchodów jubileuszu 70-lecia Uniwersytetu Poznańskiego, które miały miejsce w dniach 7–10 maja 1989. Z inicjatywy ówczesnego rektora UAM prof. dr hab. Bogdana Marcińca odbyło się wówczas posiedzenie inauguracyjne stowarzyszenia. Rozpoczął pracę zespół roboczy (złożony w większości z byłych działaczy studenckich uniwersytetu), który przygotował założenia działalności stowarzyszenia, statut oraz stworzył pierwsze struktury przyszłej organizacji. Stowarzyszenie zarejestrowano 23 października 1989 w Sądzie Wojewódzkim w Poznaniu. Pierwszy zjazd miał miejsce rok później, w dniach 18–19 maja 1990.

## Działania i dziś
Stowarzyszenie zajmuje się wszelkimi działaniami integracyjnymi absolwentów: nawiązywaniem i utrzymaniem łączności, tworzeniem płaszczyzn różnych kontaktów i pogłębianiem więzi, krzewieniem i kultywowaniem (w porozumieniu z władzami uczelni) osiągnięć naukowych, dydaktycznych, kulturalnych i sportowych uniwersytetu, pomocą koleżeńską i innymi. W tym celu podejmowane są różnorakie inicjatywy, jak wyjazdy integracyjne i edukacyjne, wizyty w muzeach, udział w spektaklach teatralnych i koncertach, itp. Stowarzyszenie posiada koła terenowe. W 2010 przyjęto nową strategię działania, zakładającą znaczne rozszerzenie aktywności  stowarzyszenia. 
W czerwcu 2010 stowarzyszenie liczyło około tysiąc członków. Siedziba mieści się w gmachu Collegium Minus UAM (Dzielnica Cesarska).
Stowarzyszenie wydaje dystrybuowany elektronicznie kwartalnik "Bliżej Uczelni". Było też współfundatorem Ławeczki Heliodora Święcickiego.

## Przewodniczący stowarzyszenia
- Zbigniew Jaśkiewicz (1990–1993)
- Bogusław Hałuszczak (1993–1999)
- prof. dr hab. Jacek Guliński – prorektor UAM (1999–2004)
- Maria Nowakowska (2004–2005)
- Joanna Nowak (2005–2007)
- Jerzy Kepel (2007–2013)
- Wojciech Jankowiak (2013–2019)
- Elżbieta Mizerka-Szmyt (od 2019)

Członkiem zarządu był m.in. Wojciech Szczęsny Kaczmarek.

## Członkowie honorowi
Godność członka honorowego stowarzyszenia otrzymali m.in.:
- Bogdan Marciniec[2],
- Sławomir Pietras.